# 戦前・戦中期日本の言論弾圧の年表
戦前・戦中期日本の言論弾圧の年表（せんぜん・せんちゅうきにほんのげんろんだんあつのねんぴょう）においては、戦前の日本における、左翼勢力・自由主義者・宗教団体に対する言論弾圧・粛清事件を年表にして示す。治安当局が行った弾圧事件・粛清や、弾圧・粛清と主張される事件の年表である。

## 概要
戦前、即ち大日本帝国憲法下の日本における言論弾圧・粛清には、以下のものが存在する。
1. 非合法的左翼勢力（すなわち日本共産党・共産主義者）およびその関連団体（大衆運動組織）などへの弾圧・粛清
2. 合法的左翼勢力（すなわち一部の急進的社会民主主義者）および自由主義的知識人などへの弾圧・粛清
3. 体制内の非主流派・批判的グループ（左翼からの転向者が多かった）などへの弾圧・粛清
4. 一部の宗教団体への弾圧

この中で弾圧立法として大きな役割を果たしたのが治安維持法であり、幾度かの改正を経て本来の立法意図をすら逸脱し、広い意味での体制批判者を取り締まる法へと拡大解釈されていった。敗戦後、GHQの政策により治安維持法体制は一転して解体に向かった。

### 江戸時代まで
江戸時代までの日本の統治機構(幕府や大名など)においては三権分立の概念がなく、行政・立法・司法の三権は一体であり、警察や行刑の権利も伴っていた。
そのような状況のもとで、裁判や立法は権力者や官僚の意向に左右されること、犯罪の取り調べで拷問を通じて自白を引き出すこと、法令が「由らしむべし、知らしむべからず」の方針のもとで庶民に非公開であることは当然であった。
中世日本においては、警察・裁判・行刑などを合わせた治安維持機能を検断といい、検断を通した刑罰では死刑や追放刑、肉体刑が中心であり、それに没収刑を伴うことが多かった。また、検断の執行者は罪人のみならず罪人の親族などからも財産を没収することも認められた。そのため、検断の執行者(荘園領主や、守護や地頭、惣村の指導者など)は、検断を財産の強奪のために悪用することが多く、冤罪をひき起こしやすかった。そのため、日本における、治安維持の性格はある種の残虐性を帯びることになった。
江戸時代においては、武士を頂点とした秩序のもとで百姓や町人は無権利状態におかれ、武士は、無礼打ちの特権を利用して、無礼を働いた百姓や町人を裁判抜きで殺害することが認められていた。
特に、江戸時代にはキリスト教のカトリックは、神国日本にとって有害な邪教であると禁教令で規定された。江戸幕府や大名は、カトリックの信者(キリシタン)に対して、過酷な拷問や絵踏を通じて、信者の肉体と内心に打撃を与えて棄教を迫り、その結果、多くの信者が殉教することとなった。
キリシタンが壊滅した後は、蛮社の獄や安政の大獄など体制批判に対する弾圧へ移り、幕末には新選組や京都見廻組を配置して倒幕派を襲撃した。浮世絵等の世俗の文化にも度々出版規制を行った。
江戸時代までの統治機構における治安維持の体質や、キリシタン禁教に見られる反政府・反国体の思想や宗教への厳しい対応は、大日本帝国における警察を通じた、言論弾圧・粛清にも継承されていく。

### 1868年 - 1899年
- 1870年代の讒謗律や、1880年代の自由民権運動に対する明治政府の弾圧などが起こった時期。丁度、ドイツ帝国でビスマルク政権が言論弾圧を布いていた時期である。

### 1900年 - 1919年
- 第一段階。1900年制定の治安警察法により結社の自由が弾圧され、1910年から1911年に起こった幸徳事件（大逆事件）で無政府主義者が弾圧・粛清された時期。この時期には、東京帝国大学の憲法学の教授である上杉慎吉が天皇主権説を主張し、天皇機関説を主張した美濃部達吉を攻撃した。また、平沼騏一郎が検事として大逆事件で幸徳秋水らの死刑を求刑した。その一方で、政府は幸徳の遺作である『基督抹殺論』の刊行を認め、『基督抹殺論』は政府や軍部による反キリスト教政策のために利用された。

### 1920年 - 1925年
- 第一次世界大戦が終わった頃から増加した労働組合団体や、第一次日本共産党など幸徳事件後の「冬の時代」を経て復活しつつあった社会主義者への弾圧・粛清がなされた。さらに共産主義・反天皇制の運動を取締対象とする治安維持法が制定されたことは言論弾圧・粛清の大きな転換点となった。同時期には、上杉慎吉は帝大七生社などの右翼団体の設立に関与し、平沼騏一郎は日本大学の総長を務めることで、1930年代の右翼勢力の拡大や言論弾圧・粛清を担う人材の育成に努めた。また、治安維持法の設立には平沼や鈴木喜三郎などの司法官僚経験者が関与した。

### 1926年 - 1932年
- 前記（1）のタイプの弾圧がピークを迎えた時期。治安維持法を適用し京都学連事件・三・一五事件・四・一六事件事件など、共産党及びそれに近いと見られた合法的大衆団体への弾圧・粛清が展開された。この過程で治安維持法改正（厳罰化）がなされた。四・一六ののち共産党は次第に党勢を回復しつつあったが熱海事件によって大打撃を受けた。

### 1933年 - 1936年
- （1）のタイプの弾圧・粛清が最終局面を迎え、（2）のタイプの弾圧へと移行しつつあった時期。滝川事件・天皇機関説事件は、弾圧・粛清対象が共産主義者のみならず自由主義者の合法的言論活動へと拡大した画期とされる。共産党は獄中被告の転向声明やスパイ査問事件の発覚により組織としてはほぼ解体した。この時期においては、貴族院議員で大日本帝国陸軍出身の菊池武夫が暗躍した。

### 1937年 - 1940年
- （2）のタイプの弾圧・粛清がピークを迎えた時期。矢内原忠雄・河合栄治郎・津田左右吉ら大学教員の言論・著作活動が問題化して辞職・主著発禁を余儀なくされ、また共産主義者とは言い難い社会民主主義者の一部が検挙された。さらに政治組織ですらない『世界文化』グループなど研究会・文化サークルの活動も弾圧・粛清対象となった。

### 1940年 - 1945年
- 体制への批判者がほとんど消滅した状況下で（3）のタイプの弾圧・粛清へと拡大していった時期。戦時体制内部で政策的合理化を試みた人々が企画院事件・満鉄調査部事件などにより一掃された。日米開戦を前に予防拘禁制度が新設され、また憲兵・特高の暗躍によって一般民衆が生活のすみずみまで監視される事態になった。この時期には、アドルフ・ヒトラーやヴィルヘルム・フリック、ヘルマン・ゲーリング、ハインリヒ・ヒムラーと共にミュンヘン一揆に参加し、ナチス・ドイツでゲシュタポの長官などを務めたラインハルト・ハイドリヒの部下であった、ヨーゼフ・マイジンガーがドイツから送り込まれ、憲兵・特高の顧問を務めた。

## 年表

### 1868年 - 1899年
- 1869年：出版条例制定。
- 1875年：讒謗律制定、新聞紙条例制定、出版条例改正。
  - 自由民権運動を弾圧。
- 1880年：集会条例制定。
  - 国会開設運動を弾圧。
- 1883年：新聞紙条例を改正、統制強化。
- 1887年：保安条例制定。
  - 三大事件建白運動への弾圧。尾崎行雄、星亨、片岡健吉、中江兆民ら451人を皇居外3里より外へ追放
- 1890年：集会及政社法制定（集会条例を発展強化）。
- 1891年：内村鑑三不敬事件。
- 1892年：久米邦武筆禍事件。
- 1892年：1月、予戒令が即日施行（1914年に廃止）。2月、第2回衆議院議員総選挙における内務大臣品川弥二郎の激しい選挙干渉。
- 1893年：出版法制定。
- 1896年：二十六世紀事件。現職の内閣書記官長高橋健三の論文を載せた雑誌が発売禁止処分を受けたために内閣と内務省が対立、翌年新聞紙条例が改正されて統制緩和。

### 1900年 - 1919年
- 1900年3月：治安警察法制定。
- 1908年：赤旗事件
- 1909年：新聞紙法を制定し、1897年の新聞紙条例改正で廃止になった制限規定が事実上の復活。
- 1910年：大逆事件勃発。
- 1911年：内務省に特高警察が設置される。
- 1911年：南北朝正閏問題。喜田貞吉を停職処分。幸徳秋水の処刑。幸徳の遺作『基督抹殺論』の刊行。
- 1918年：白虹事件

### 1920年 - 1925年
- 1920年1月10日：森戸事件。
  - 東京帝国大学経済学部森戸辰男教授の筆禍事件。森戸・大内兵衛は新聞紙法違反で起訴され有罪。
- 1920年10月2日：警視庁特別高等課に労働係を新設。
- 1920年11月30日：京都赤旗事件
- 1921年5月9日：日本社会主義同盟結社禁止。
- 1921年12月：暁民共産党事件［近藤栄蔵ら検挙］。
- 1921年：第一次大本事件［出口王仁三郎ら不敬罪・新聞紙法違反で起訴］。
- 1923年6月5日：第一次日本共産党事件［翌1924年3月：解党］。
- 1923年6月9日：社会主義者高尾平兵衛射殺される。
- 1923年9月1日：関東大震災［翌2日：戒厳令施行］
- 1923年9月4日：亀戸事件［平澤計七・川合義虎らが軍隊により殺害］。
- 1923年9月16日：甘粕事件。
  - 憲兵大尉甘粕正彦らが大杉栄・伊藤野枝らを殺害。
- 1925年4月22日：治安維持法公布［5月19日施行］。
- 1925年12月1日：農民労働党が結成され即日禁止。

### 1926年 - 1932年
- 1926年1月15日：京都学連事件本格化。
  - 京都帝国大学など全国の学生社会科学連合会メンバーが検挙、最初の治安維持法適用事件。翌1927年5月30日：京都地裁による有罪判決。
- 1926年11月12日：松本治一郎ら全国水平社幹部の検挙。
  - 福岡連隊内差別事件の糾弾運動に対する弾圧。連隊爆破陰謀の容疑。
- 1928年：三・一五事件。
  - 全国で検挙1568名、起訴483名（初めて治安維持法を適用）。4月10日に報道解禁。
- 1928年4月3日：ほんみち教祖ら不敬事件で起訴。
- 1928年4月10日：労働農民党・日本労働組合評議会・全日本無産青年同盟に解散命令。
- 1928年4月18日：京都帝国大学は経済学部教授河上肇を追放。
  - 4月23日：東京帝国大学は経済学部教授大森義太郎、4月24日：九州帝国大学は経済学部教授向坂逸郎を追放。
- 1928年6月29日：治安維持法中改正を公布する緊急勅令。
  - 最高刑を死刑とする。1929年3月5日：衆議院で事後承諾案可決。
- 1928年7月3日：全国の警察署に特別高等課設置。
- 1928年7月24日：各地裁に思想係検事（思想検事）を設置。
- 1928年10月6日：共産党書記長渡辺政之輔、台湾・基隆にて警察官に追いつめられ自殺。
- 1929年：四・一六事件［全国で共産党関係者起訴339名］。
- 1929年3月5日：治安維持法改正事後承諾案に反対した山本宣治代議士刺殺。
- 1929年、前年の三・一五事件を機に警保局図書課の予算を倍増し、言論弾圧を拡大。
- 1930年、関東大震災(1923年)以後、およそ毎年1000件であった発売頒布禁止処分の件数が1897件(前年は1095件)へと急増。
- 1930年5月1日：武装メーデー事件［川崎で竹槍武装デモ行進］。
- 1930年5月20日：共産党シンパ事件［中野重治・三木清ら検挙］。
- 1931年5月25日：三・一五と四・一六両事件の統一公判開始。
  - 1932年10月29日：一審判決。
- 1931年12月19日：新聞各紙が連名で満州事変支持の共同宣言発表[1]。
- 1932年4月：プロレタリア文化団体への弾圧、4日蔵原惟人、7日宮本百合子検挙。
- 1932年6月29日：警視庁特高課が特別高等部に昇格。
- 1932年10月6日：赤色ギャング事件
  - 共産党員による銀行強盗事件だが、共産党側は当局のスパイによって扇動された謀略と主張。
- 1932年10月30日：司法官赤化事件。
  - 東京地裁尾崎陞判事らを共産党シンパとして検挙。
- 1932年11月3日：共産党中央委員岩田義道虐殺。
- 1932年11月12日：熱海事件［共産党全国代表者会議の直前に一斉検挙］。

### 1933年 - 1936年
- 1933年1月：大塚金之助、河上肇の検挙。
- 1933年2月4日：二・四事件（教員赤化事件）。
  - 長野県下で共産党シンパとされた教員の一斉検挙開始。4月までに65校138名検挙。
- 1933年2月20日：小林多喜二、検挙され警視庁築地署で虐殺される。
- 1933年4月22日：滝川事件の始まり。
  - 鳩山一郎文相が京都帝国大学法学部教授滝川幸辰の辞職を要求。
- 1933年6月7日：共産党幹部佐野学および鍋山貞親が獄中で転向声明。
  - これ以後共産党被告の転向が続く。
- 1933年8月11日：桐生悠々、信濃毎日新聞に「関東防空大演習を嗤う」を掲載。
  - その後問題化し、桐生は退社に追い込まれた。
- 1933年9月13日：日本労農弁護士団の検挙。
- 1933年11月8日：東京商科大学が大塚金之助を免官する。
- 1933年11月28日：共産党委員長野呂栄太郎の検挙［翌1934年2月19日：獄死］。
- 1934年：南北朝正閏論で足利尊氏を過去に評価した商工大臣中島久万吉が菊池武夫や右翼から攻撃を受け、辞任に追い込まれる。
- 1934年1月15日：日本共産党スパイ査問事件が発覚。
- 1934年5月2日：出版法改正公布［皇室の尊厳冒涜・安寧秩序妨害への取締強化］。
- 1934年6月1日：文部省に思想局を設置。
- 1934年10月：陸軍パンフレット事件
- 1935年2月18日：天皇機関説事件の始まり。
  - 貴族院議員菊地武夫、美濃部達吉の議員辞職を要求。4月9日：主著の発禁。9月18日：美濃部の議員辞職。
- 1935年3月4日：袴田里見の検挙［共産党中央委員会の壊滅］。
- 1935年8月3日：第1次国体明徴声明
- 1935年10月15日：第2次国体明徴声明
- 1935年12月8日：第二次大本事件。
  - 大本教の出口王仁三郎ら幹部30余名逮捕。翌1936年3月13日：結社禁止。
- 1936年1月12日：共産党関西地方委員会の指導分子が検挙され組織壊滅。
- 1936年5月28日：思想犯保護観察法公布。
- 1936年5月28日：不穏文書臨時取締法公布。
- 1936年12月5日：関西の共産党「中央再建準備委員会」の一斉検挙、組織壊滅。
- 1936年3月24日：内務省がメーデー禁止を通達。
- 1936年7月10日：コム・アカデミー事件。
  - 山田盛太郎・平野義太郎・小林良正ら講座派研究者および左翼文化団体関係者の一斉検挙。
- 1936年9月28日：ひとのみち教団（現パーフェクト・リバティー教団）幹部の検挙。
  - 翌1937年4月28日：結社禁止。
- 1936年11月29日：新興仏教青年同盟の妹尾義郎検挙。
  - 1937年10月20日幹部12名検挙。計29名が起訴。

### 1937年 - 1940年
- 1937年11月8日：中井正一・新村猛ら『世界文化』同人の一斉検挙開始。
- 1937年11月24日：矢内原事件。
  - 東京帝国大学経済学部長・土方成美、矢内原忠雄教授の言論活動を非難。12月4日：矢内原辞職。
- 1937年12月15日：第1次人民戦線事件。
  - 山川均・猪俣津南雄らの労農派および加藤勘十・鈴木茂三郎らの左派社会民主主義者を417名検挙。
- 1937年12月22日：日本無産党および日本労働組合全国評議会の結社禁止。
- 1938年2月1日：第2次人民戦線事件。
  - 大内兵衛・美濃部亮吉ら労農派教授11名ほか24名の検挙。
- 1938年2月12日：唯物論の研究を行っていた唯物論研究会が自主的解散[2]。
- 1938年2月17日：防共護国団員が国家総動員法に慎重姿勢を示す政友党、民政党本部を占拠（政党本部推参事件）。
- 1938年2月18日：『中央公論』3月号掲載の石川達三「生きてゐる兵隊」発禁。
- 1938年3月3日：「黙れ」事件
- 同日：安部磯雄襲撃事件
- 1938年3月11日：社会大衆党代議士西尾末広の政府激励演説が問題化。
  - 「ヒトラーの如くスターリンの如く」と発言し同月24日に議員除名。
- 1938年9月13日：「日本共産主義者団」の春日庄次郎ら一斉検挙。
- 1938年10月5日：東京帝大経済学部教授河合栄治郎の主著発禁（河合栄治郎事件）。
- 1938年10月：「京浜労働者グループ」事件。
  - 京浜工業地帯の労働者による研究会への弾圧。講師の企画院属・芝寛が逮捕。
- 1938年11月21日：ほんみち教団への弾圧。
- 1938年11月29日：唯物論研究会後継組織が摘発。会誌『学芸』が発禁処分[3]、編集責任者らが検挙。
  - 岡邦雄・戸坂潤・永田広志・新島繁ら幹部35名が検挙。1940年1月24日：第二次検挙（12名）。1945年8月9日：戸坂の獄死。
- 1939年1月28日：平賀粛学事件。
  - 東京帝大総長平賀譲、河合栄治郎および土方成美両教授の休職を文相に上申。両陣営の賛同者が同措置に抗議して多数辞職。経済学部は創部以来の大混乱に。
- 1939年3月25日：軍事資源秘密保護法公布。
- 1939年4月8日：宗教団体法公布。
- 1939年6月21日：灯台社への弾圧。
  - 明石順三ら計130名の一斉検挙。同年8月27日結社禁止。1942年5月30日：懲役12年の判決。
- 1940年1月11日：津田左右吉右翼の攻撃により早稲田大学教授辞任。
  - 2月12日：主著『神代史の研究』など発禁。3月8日：起訴。
- 1940年2月2日：斎藤隆夫代議士「反軍演説」事件。
  - 戦争政策を批判した衆議院での演説が問題化。3月7日：議員除名処分。
- 1940年2月6日：生活綴方運動への弾圧開始。村山俊太郎ら検挙。
  - 運動関係者・『生活学校』関係教員約300名を検挙。
- 1940年2月14日：同年から1943年にかけて『京大俳句』『山脈』など俳句誌、俳人を弾圧。「新興俳句弾圧事件」。
- 1940年8月：プロテスタント（メソジスト）系キリスト教会・救世軍への弾圧。
  - 山室軍平の著書『平民の福音』が発禁処分となり、イギリス人宣教師や植村益蔵ら日本人伝道者がスパイ容疑で憲兵に逮捕される。その後政府に「軍」の名称や軍隊組織の使用禁止、イギリスの万国本営（教団の世界本部）との断絶などを迫られ、万国本営との関係一時断絶と「日本救世団」への名称変更を余儀なくされた。
- 1940年8月25日：賀川豊彦、反戦平和論により憲兵隊に拘引。

### 1941年 - 1945年
- 1941年1月：企画院事件の始まり。調査官の稲葉秀三・正木千冬・佐多忠隆検挙。
  - 京浜労働者グループ事件で逮捕された芝寛の自供を元に、左翼前歴者の多い企画院内若手判任官の研究会を摘発、岡倉古志郎・玉城肇ら逮捕。稲葉らの検挙を経て4月に和田博雄・勝間田清一・和田耕作ら検挙。
- 1941年3月10日：治安維持法全面改正公布［予防拘禁制度の新設］。
- 1941年5月15日：予防拘禁所設置。
- 1941年10月15 日：尾崎秀実検挙。ゾルゲ・尾崎事件の始まり。
  - 10月18日：リヒャルト・ゾルゲ検挙。1944年11月7日：処刑。
- 1941年12月9日：全国の治安維持法違反被疑者・要視察人・予防拘禁予定者計396名を検挙・検束・仮収容。
- 1941年12月19日：言論、出版、集会、結社等臨時取締法公布。
- 1942年4月24日：尾崎行雄、選挙演説で不敬罪で起訴。
  - 翼賛選挙における非推薦候補の運動に対する全国的干渉の一環。
- 1942年6月29日：中西功ら上海反戦グループ（「中共諜報団」）の検挙。
- 1942年9月12日：横浜事件の始まり。
  - 細川嘉六「世界史の動向と日本」を掲載した『改造』の発禁（14日：細川の検挙）。また同月、世界経済調査会の川田寿・定子夫妻が神奈川県警察部特高課に検挙。1943年5月26日：細川および中央公論社・改造社社員の会合を共産党再建会議と見なし検挙開始（泊事件）。1944年1月29日：前記2社のほか日本評論社・岩波書店・朝日新聞社の編集者、昭和塾関係者を検挙（合計49名）。7月10日：『中央公論』『改造』廃刊命令。
- 1942年9月21日：満鉄調査部事件。調査部の具島兼三郎・大上末広ら検挙。
  - 翌1943年7月：伊藤武雄・石堂清倫ら検挙。
- 1943年1月1日：中野正剛の「戦時宰相論」を掲載した朝日新聞の発禁。
- 1943年3月13日：戦時刑事特別法公布。
- 1943年3月15日：大阪商大事件。
  - 名和統一教授および急進的学生グループなど20名が検挙。
- 1943年3月15日：『中央公論』掲載の谷崎潤一郎「細雪」連載禁止。
- 1943年6月3日：きりしま事件。鹿児島県警察部特高課長・奥野誠亮が主導したフレームアップにより俳句誌『きりしま』の同人3名を始め総勢37名を治安維持法違反で検挙。
- 1943年6月20日：創価教育学会（現・創価学会）の牧口常三郎・戸田城聖ら検挙。
- 1944年2月23日：竹槍事件。
  - 毎日新聞「竹槍では間に合わぬ」の記事で差し押さえ。
- 1944年11月18日：牧口常三郎の獄死。
- 1945年2月：戦争敗北の流言が広まり東京で1月以来40余件が送検。
- 1945年3月1日：鹿児島2区選挙無効事件
- 1945年8月15日：昭和天皇が降伏文書の調印を予告。
- 1945年9月2日：日本政府が降伏文書に調印。連合国軍による占領が開始。
- 1945年9月10日：GHQが検閲を始める。
- 1945年9月19日：GHQ、プレスコードを指令。
- 1945年9月26日：三木清の獄死。
- 1945年9月27日：GHQ、日本政府による検閲を停止させ、新聞等を自らの支配下に置く。
- 1945年10月4日：GHQ/SCAP、政治・信教・民権の自由制限撤廃の覚書発表。治安維持法廃止指令。
- 1945年10月10日：政治犯約3000名釈放。
- 1945年10月15日：治安維持法・治安警察法・思想犯保護観察法など廃止。特高警察官罷免。